# Bugbear
Ne doit pas être confondu avec Bugbear Entertainment.
Bugbear, aussi connu sous le nom de Tanatos, est un ver informatique se propageant par email et via les dossiers partagés .
Bugbear utilise une faille de sécurité qui permet à une pièce jointe de s'auto-exécuter . L'utilisateur n'a donc pas besoin d'ouvrir un email infecté pour se faire contaminer. La faille de sécurité exploitée par le ver n'est possible qu'avec des versions anciennes d'Internet Explorer (5.5 ou 5.01) et d'Outlook.
Bugbear fait également office de Keylogger puisqu'il enregistre les touches frappées sur le clavier afin d'identifier les mots de passe et les codes secrets de l'utilisateur .

## Mode de propagation
Une fois l'utilisateur infecté, le virus va chercher toutes les adresses de courrier électronique stockées sur l'ordinateur de la victime puis utiliser son propre moteur de messagerie afin de s'envoyer. Il est cependant difficile de ne pas ouvrir l'email infecté quand on le reçoit puisque Bugbear modifie aléatoirement l'en-tête et le nom des fichiers joints, rendant difficile l'identification d'un email infecté .